# Leichtathletik-Weltmeisterschaften 2017/Teilnehmer (Bahrain)
| Gelbes Symbol für Goldmedaillen mit stilisierten Olympischen Ringen | Graues Symbol für Silbermedaillen mit stilisierten Olympischen Ringen | Braundes Symbol für Bronzemedaillen mit stilisierten Olympischen Ringen |
| ------------------------------------------------------------------- | --------------------------------------------------------------------- | ----------------------------------------------------------------------- |
| 1                                                                   | 1                                                                     | —                                                                       |

Der Leichtathletikverband von Bahrain nominierte 26 Athleten für die Leichtathletik-Weltmeisterschaften 2017 in London.

## Ergebnisse

### Frauen

#### Laufdisziplinen
| Athletin              | Disziplin        | Vorlauf         | Vorlauf | Halbfinale         | Halbfinale         | Finale             | Finale             |
| Athletin              | Disziplin        | Zeit            | Platz   | Zeit               | Platz              | Zeit               | Platz              |
| --------------------- | ---------------- | --------------- | ------- | ------------------ | ------------------ | ------------------ | ------------------ |
| Edidiong Odiong       | 200 m            | 23,24 s         | 16      | 23,24 s            | 18                 | nicht qualifiziert | nicht qualifiziert |
| Salwa Eid Naser       | 400 m            | 50,57 s NR      | 1       | 50,08 s NR         | 1                  | 50,06 s NR         | Silber             |
| Kalkidan Gezahegne    | 5000 m           | 15:07,19 min PB | 15      |                    |                    | 15:28,21 min       | 14                 |
| Bontu Rebitu          | 5000 m           | 15:16,70 min PB | 21      |                    |                    | nicht qualifiziert | nicht qualifiziert |
| Shitaye Eshete        | 10.000 m         |                 |         |                    |                    | 31:38,66 min SB    | 12                 |
| Desi Mokonin          | 10.000 m         |                 |         |                    |                    | 31:55,34 min       | 15                 |
| Rose Chelimo          | Marathon         |                 |         |                    |                    | 2:27:11 h SB       | Gold               |
| Eunice Jepkirui Kirwa | Marathon         |                 |         |                    |                    | 2:28:17 h          | 6                  |
| Aminat Jamal          | 400 m Hürden     | 57,41 s         | 32      | nicht qualifiziert | nicht qualifiziert | nicht qualifiziert | nicht qualifiziert |
| Tigist Getent Mekonen | 3000 m Hindernis | 9:55,42 min     | 31      |                    |                    | nicht qualifiziert | nicht qualifiziert |
| Ruth Jebet            | 3000 m Hindernis | 9:19,52 min     | 2       |                    |                    | 9:13,96 min        | 5                  |
| Winfred Mutile Yavi   | 3000 m Hindernis | 9:28,00 min     | 8       |                    |                    | 9:22,67 min PB     | 8                  |

#### Sprung/Wurf
| Athletin          | Disziplin   | Qualifikation | Qualifikation | Finale             | Finale             |
| Athletin          | Disziplin   | Weite/Höhe    | Platz         | Weite/Höhe         | Platz              |
| ----------------- | ----------- | ------------- | ------------- | ------------------ | ------------------ |
| Noora Salem Jasim | Kugelstoßen | 16,97 m       | 22            | nicht qualifiziert | nicht qualifiziert |

### Männer

#### Laufdisziplinen
| Athlet           | Disziplin | Vorlauf      | Vorlauf | Halbfinale         | Halbfinale         | Finale             | Finale             |
| Athlet           | Disziplin | Zeit         | Platz   | Zeit               | Platz              | Zeit               | Platz              |
| ---------------- | --------- | ------------ | ------- | ------------------ | ------------------ | ------------------ | ------------------ |
| Andrew Fisher    | 100 m     | 10,19 s      | 17      | 10,36 s            | 22                 | nicht qualifiziert | nicht qualifiziert |
| Salem Eid Yaqoob | 200 m     | 20,84 s      | 37      | nicht qualifiziert | nicht qualifiziert | nicht qualifiziert | nicht qualifiziert |
| Sadik Mikhou     | 1500 m    | DQ           | DQ      | DQ                 | DQ                 | DQ                 | DQ                 |
| Benson Seurei    | 1500 m    | 3:39,77 min  | 10      | 3:40,96 min        | 19                 | nicht qualifiziert | nicht qualifiziert |
| Zouhaïr Awad     | 5000 m    | 13:29,28 min | 13      |                    |                    | nicht qualifiziert | nicht qualifiziert |
| Birhanu Balew    | 5000 m    | 13:21,91 min | 2       |                    |                    | 13:43,25 min       | 12                 |
| Albert Rop       | 5000 m    | 13:32,40 min | 28      |                    |                    | nicht qualifiziert | nicht qualifiziert |
| Abraham Cheroben | 10.000 m  |              |         |                    |                    | 27:11,08 min NR    | 12                 |
| Hassan Chani     | Marathon  |              |         |                    |                    | 2:22:19 h          | 50                 |
| Shumi Dechasa    | Marathon  |              |         |                    |                    | 2:15:08 h PB       | 15                 |